# Грачани
 Тази статия е за селото в Северна Македония.  За едното село в Република Гърция вижте Грачен.  За другото вижте Грачани (Сервийско).
Грачани (на македонска литературна норма: Грачани; на албански: Graçani) е село в Северна Македония, част от община Гьорче Петров.

## География
Селото е разположено на няколко километра северозападно от столицата Скопие до границата със Сърбия (Косово).

## История
На етническата си карта от 1927 година Леонард Шулце Йена показва Грачане (Gračane) като албанско село.
На етническата си карта на Северозападна Македония в 1929 година Афанасий Селишчев отбелязва Грачане като албанско село.
Според преброяването от 2002 година Грачани е без жители.